# Partiële lading
Men spreekt van een partiële lading als de elektronen die de binding vormen tussen twee atomen niet gelijkelijk over beide atomen verdeeld zijn, maar niet zodanig dat er van een ionaire binding sprake is.

## Chemische binding
Een covalente binding bestaat uit het herverdelen van de elektronen van de afzonderlijke atomen over het molecuul. Wanneer dit gelijkmatig gebeurt, lijken de atomen van buitenaf ongeladen. Meestal echter zullen de elektronen zich zo verdelen dat er een beetje meer van de golffunctie terechtkomt bij het ene atoom dan bij het andere, en men spreekt dan van partiële ladingen. Het woord partiële onderscheidt deze situatie van een ionaire binding waarbij (vrijwel) een gehele elektronlading van het ene atoom naar het andere gaat.

## Definitie
Het begrip partiële lading is problematisch omdat het niet eenduidig gedefinieerd kan worden. Men kan het niet direct meten; wel kan men naar het dipoolmoment van een molecuul kijken, en dan bepalen wat de ladingen op de atoomkernen zouden zijn als men de atomen als puntladingen zou zien, maar dat is slechts een benadering, en daarbij werkt dat sowieso alleen voor (zeer) eenvoudige moleculen.
Er is ook geen manier om eenduidig partiële ladingen uit een theoretische (m.n. kwantumchemische) beschouwing te halen. Men kan bijvoorbeeld, zoals hierboven in kwalitatieve termen beschreven, bepalen wat de waarschijnlijkheidsamplitude is rondom de verschillende atomen, maar er is dubbelzinnigheid in welk deel van de ruimte men daarbij aan welk atoom toekent (m.a.w. hoe men de golffunctie of amplitude partitioneert). Daarnaast zijn er dan ook nog andere methoden denkbaar.
Cramer (2004) onderscheidt vier typen partiële ladingen:
Class I
Gebaseerd op een of andere niet-exacte (intuïtieve of experimentele) aanpak. Hieronder vallen beschouwingen die uitgaan van het moleculaire dipoolmoment of van elektronegativiteit. Voorbeelden van de laatste zijn Gasteiger-Marsili-ladingen en QEq.
Class II
Gebaseerd op het partitioneren van de golffunctie of van orbitalen. Dit kan men bijvoorbeeld doen in kwantumchemische formalismen waarin men moleculaire orbitalen beschouwt als lineaire combinaties van atomaire orbitalen. Men kijkt dan voor alle atomen wat de totale bezettingsgraad is voor alle orbitalen die op dat atoom 'gecentreerd' zijn. Een voorbeeld zijn de Mulliken-ladingen.
Class III
Gebaseerd op een van de golffunctie afgeleide fysische observabele. Dit zijn bijvoorbeeld methoden die kijken naar een partitionering van de elektrondichtheid (atom-in-molecule-ladingen) of naar de elektrostatische potentiaal die volgt uit de berekende golffunctie. In het laatste geval probeert men de waarde van die potentiaal op een of meerdere oppervlakken rondom het molecuul zo goed mogelijk te reproduceren door puntladingen op de posities van de atoomkeren. De gevonden puntladingen beschouwt men dan als de partiële ladingen voor de atomen.
Class IV
Gebaseerd op semi-empirische aanpassingen aan ladingen van klasse II of III zodanig dat experimenteel waarneembare grootheden worden gereproduceerd.
Ieder van de mogelijke methoden heeft voor- en nadelen, en afhankelijk van de toepassing die men voor ogen heeft, zal men een methode moeten kiezen.

## Toepassingen
Er zijn verschillende redenen waarom men de partiële lading toch graag gebruikt. Ten eerste is het een simpele manier om iets te zeggen over de elektronenverdeling binnen een molecuul. Men kan daarmee uitspraken doen over de reactiviteit van bepaalde delen van een molecuul. Ten tweede vindt het toepassing binnen de moleculaire mechanica - een versimpelde simulatiemethode waarbij atomen als puntdeeltjes worden beschouwd. De partiële ladingen worden dan gebruikt om de elektrostatische interacties tussen atomen te kunnen bepalen. Verder kan de grootte van de partiële ladingen (bijvoorbeeld het verschil tussen de grootste positieve partiële lading en de meest negatieve in een molecuul) een nuttige descriptor zijn in QSAR.

## Noot
1. ↑  C. J. Cramer, Essentials of Computational Chemistry: Theories and Methods, 2e druk, Wiley (2004), § 9.1 (p. 305-329)